# 다쉬테 사막

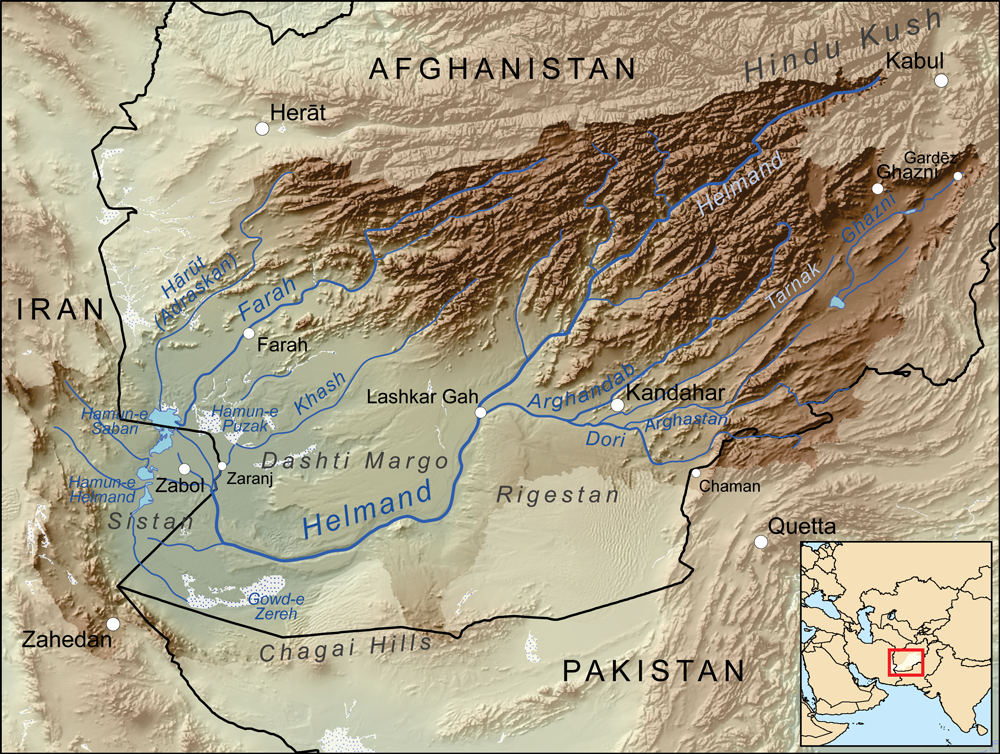
다쉬테 사막 (가운데에서 왼쪽)

다쉬테 사막은 '죽음의 사막'이라는 뜻을 가진 사막으로 아프가니스탄의 헬만드주 및 님루즈주 지역에 위치하고 있다. 이 사막은 카쉬 사막 및 레기스탄 사막과도 인접해 있으며, 면적은 약 150,000 km2 에 이른다. 이 사막은 해발 500–700 m의 고도에 위치하며 주로 모래, 암석 및 진흙의 토질로 구성된다.